# Ischiopsopha lucivorax
Ischiopsopha lucivorax es una especie de escarabajo del género Ischiopsopha, familia Scarabaeidae. Fue descrita científicamente por Kraatz en 1890.
Se distribuye por Papúa Nueva Guinea. Mide 25,3-30,8 milímetros de longitud.